# پیو کارو باروخا

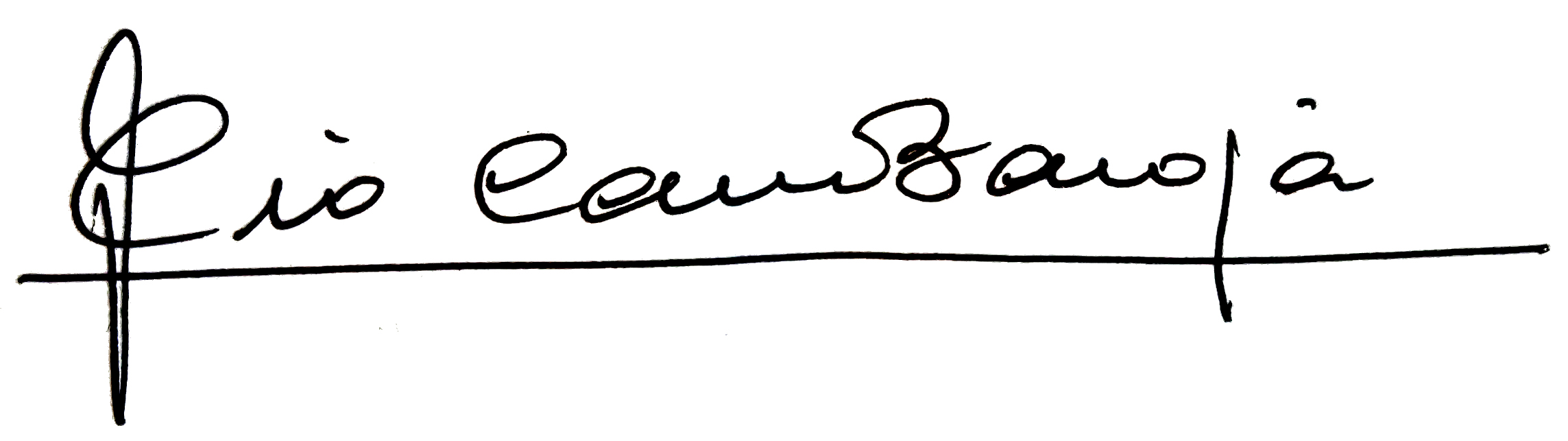
امضای پیو کارو باروخا

پیو کارو باروخا (اسپانیایی: Pío Caro Baroja‎؛ ۵ آوریل ۱۹۲۸ – ۳۰ نوامبر ۲۰۱۵) یک کارگردان فیلم، کارگردان تلویزیونی، فیلم‌نامه‌نویس اهل اسپانیا بود.
او خواهرزادهٔ رمان‌نویس نامدار اسپانیایی پیو باروخا و برادر خولیو کارو باروخا بود و در رشتهٔ حقوق در دانشگاه کمپلوتنسه مادرید تحصیل کرد. وی پس از فارغ‌التحصیلی به مکزیک مهاجرت کرد و در آنجا به عنوان منتقد فیلم و مستندساز مشغول به‌کار شد.
پس از درگذشت دایی‌اش پیو باروخا، او مجدداً به اسپانیا بازگشت و خود را وقف جمع‌آوری و مستندسازی فولکلور اسپانیا نمود و با شبکهٔ تله‌بیسیون اسپانیولا به همکاری پرداخت.